# Saint-Martial-d'Artenset
Saint-Martial-d'Artenset là một xã, nằm ở tỉnh Dordogne vùng Aquitaine của Pháp. Xã này có diện tích 32,14 km², dân số năm 2010 là 973 người. Xã nằm ở khu vực có độ cao trung bình 48 m trên mực nước biển.

## Hành chính
| Danh sách các xã trưởng                |            |         |                  |          |
| Giai đoạn                              | Giai đoạn  | Tên     | Đảng             | Tư cách  |
| 1989                                   | đương chức | Max Ley | không chính thức | nông dân |
| Tất cả các dữ liệu trước đây không rõ. |            |         |                  |          |

## Thông tin nhân khẩu
| Năm    | 1962 | 1968 | 1975 | 1982 | 1990 | 1999 | 2006 | 2010 |
| ------ | ---- | ---- | ---- | ---- | ---- | ---- | ---- | ---- |
| Dân số | 840  | 750  | 716  | 743  | 839  | 847  | 934  | 973  |